# Appana malayana
Appana malayana là một loài bướm đêm trong họ Noctuidae.